# روور-سو-میلی
روور-سو-میلی (به فرانسوی: Rouvres-sous-Meilly) یک کمون در فرانسه با جمعیت ۱۰۱ نفر است که در Canton of Pouilly-en-Auxois واقع شده‌است.